# 玉皇后土庙
玉皇后土庙位于中国陕西省渭南韩城市龙门镇西塬村，供奉玉皇大帝和后土神，已列为全国重点文物保护单位。

## 历史
玉皇后土庙始建于元代。明天顺七年（1463年）、清嘉庆二十五年（1820年）重修。

## 建筑
玉皇后土庙坐北朝南，三条轴线，中轴线上由南向北依次为戏楼、献殿、正殿，东轴线为献殿及玄帝庙正殿，西轴线为献殿及三义庙正殿。
- 戏楼：与献殿相对，面阔三间，进深两间，悬山顶。
- 献殿：和正殿相连，陈列供品，前后两面开敞，面阔三间、进深四椽、悬山顶。建筑元素具有显著的元代特征。
- 正殿

## 保护
1992年4月，玉皇后土庙由陕西省人民政府公布为第三批陕西省文物保护单位。
2006年5月25日，玉皇后土庙由中华人民共和国国务院公布为第六批全国重点文物保护单位，编号6-787-3-490。